# 新丸之内大厦
35°40′57.18″N 139°45′51.74″E / 35.6825500°N 139.7643722°E
新丸之内大厦（日语：新丸の内ビルディング）是位於日本东京都千代田区丸之内的摩天大楼，简称“新丸大厦”（新丸ビル）。

## 概要
新丸之内大厦由1952年建造的8层高的第一代新丸之内大厦改建而成，位於东京站丸之内北口前，與丸之內大廈相隔行幸通對街而鄰。改建後為楼层38层、楼高197.6米的複合式大樓，是千代田区最高的大楼，由英国建筑师迈克尔·霍普金斯爵士设计，于2007年4月19日竣工，2007年4月27日正式对公众开放。从1998年开始的「丸之内曼哈顿计划」以来，新丸之内大厦是丸之内第3大商业设施，仅次于丸之內OAZO与東京大廈。商場空間主要设在地庫1楼至7楼，拥有153間店铺。其中7樓設戶外花園，可欣賞丸之内和東京站的景色。
9楼至37楼为办公区域。

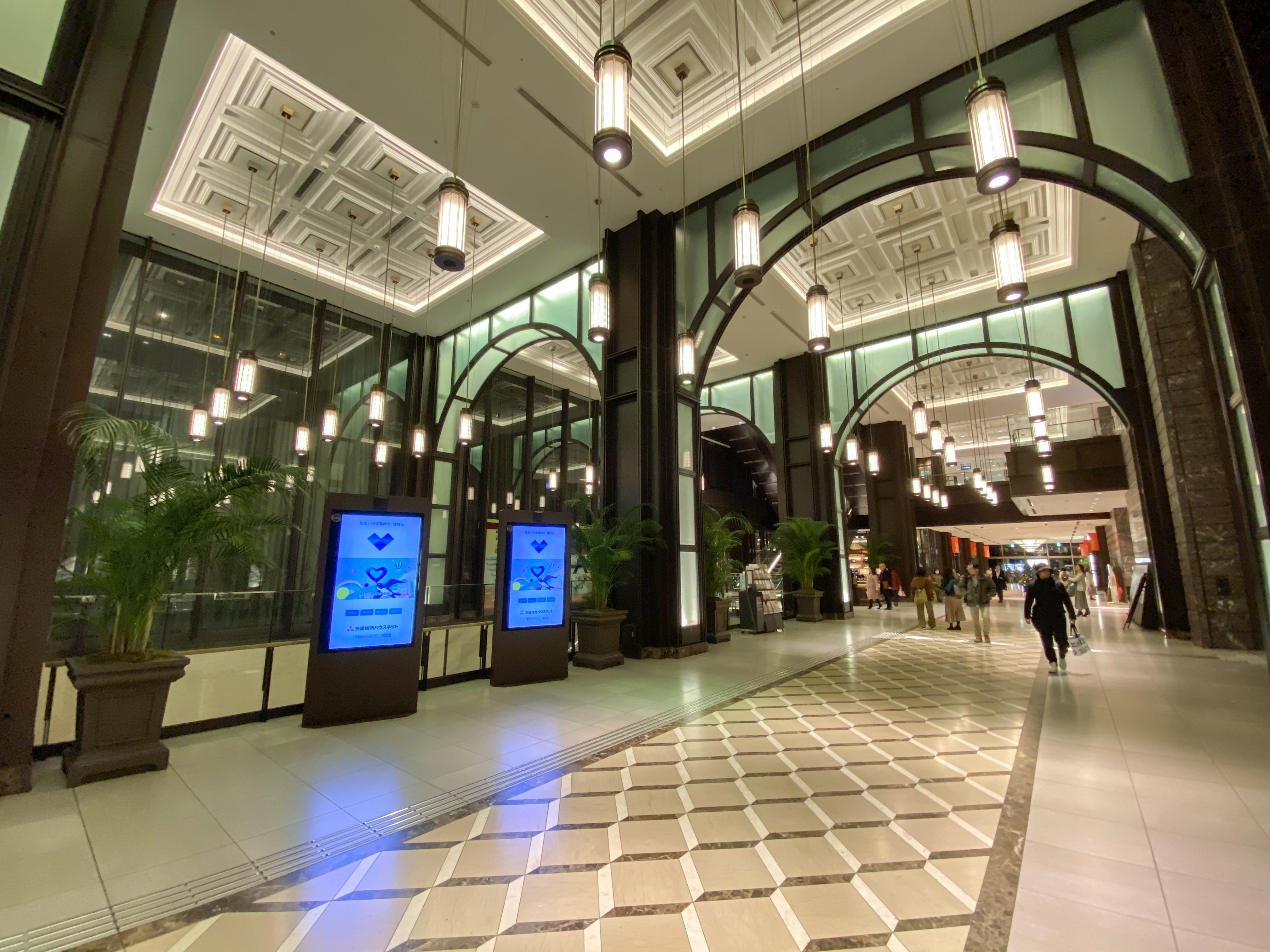
商場入口大堂
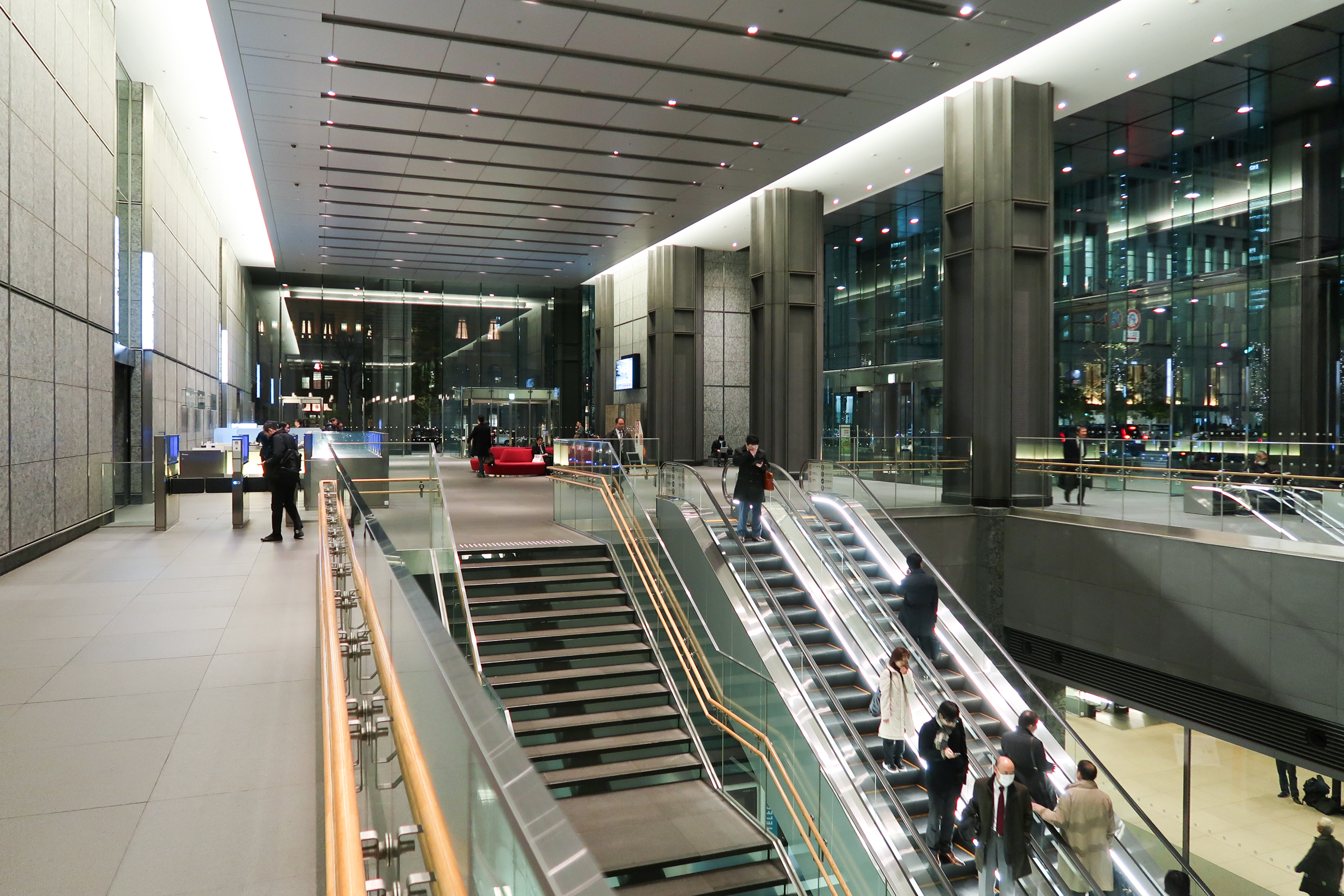
寫字樓大堂
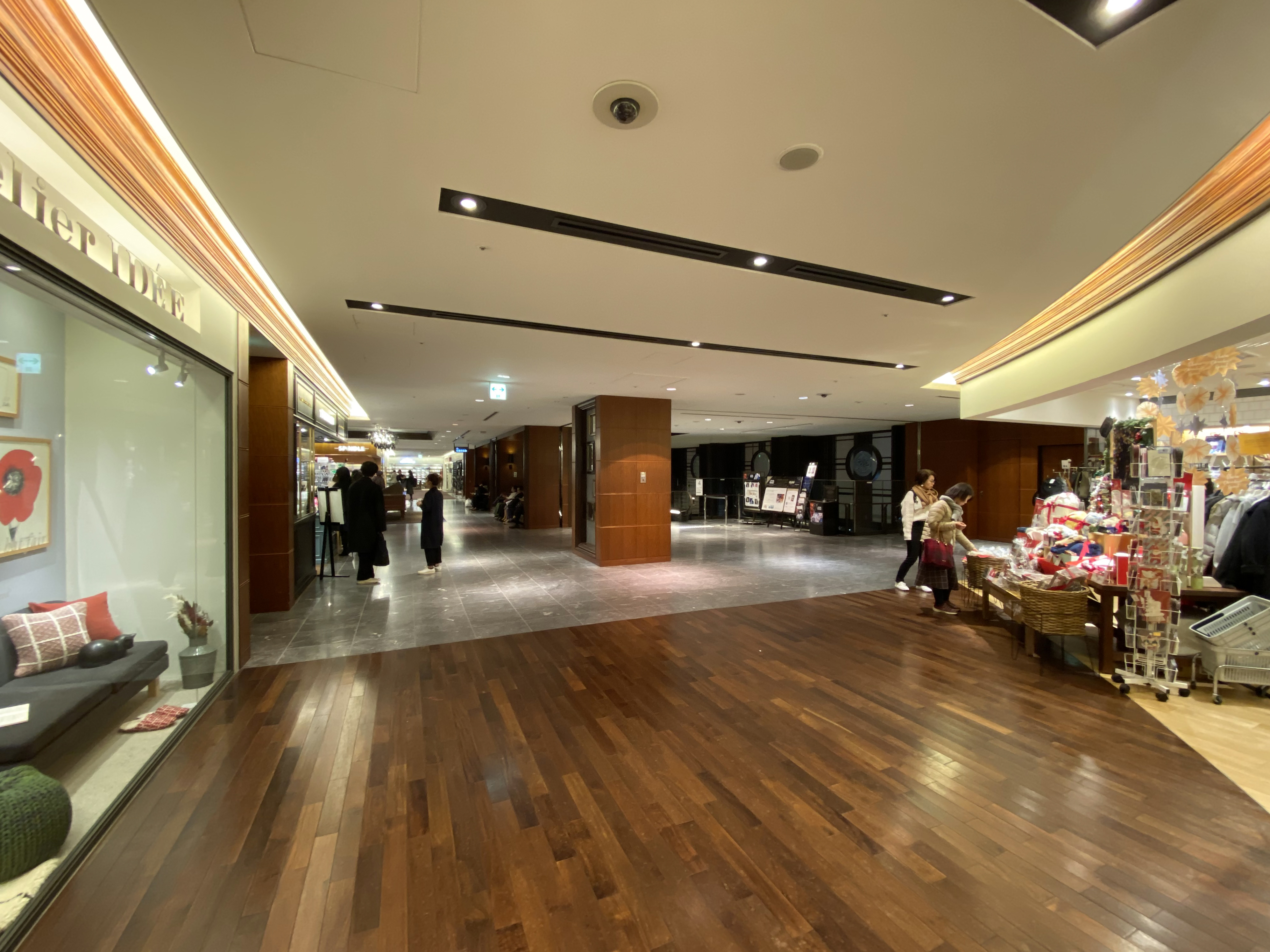
4樓商場
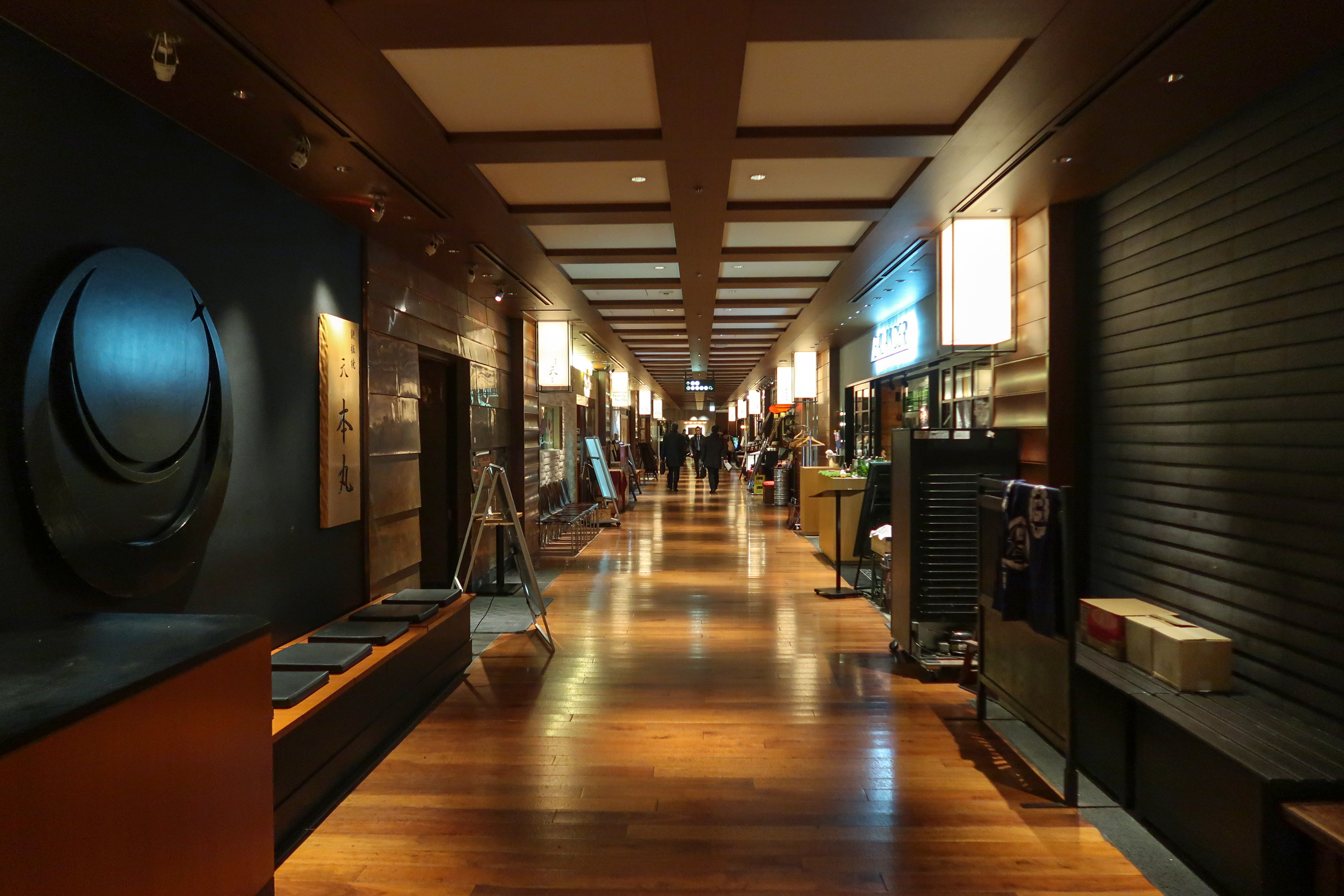
5樓餐廳
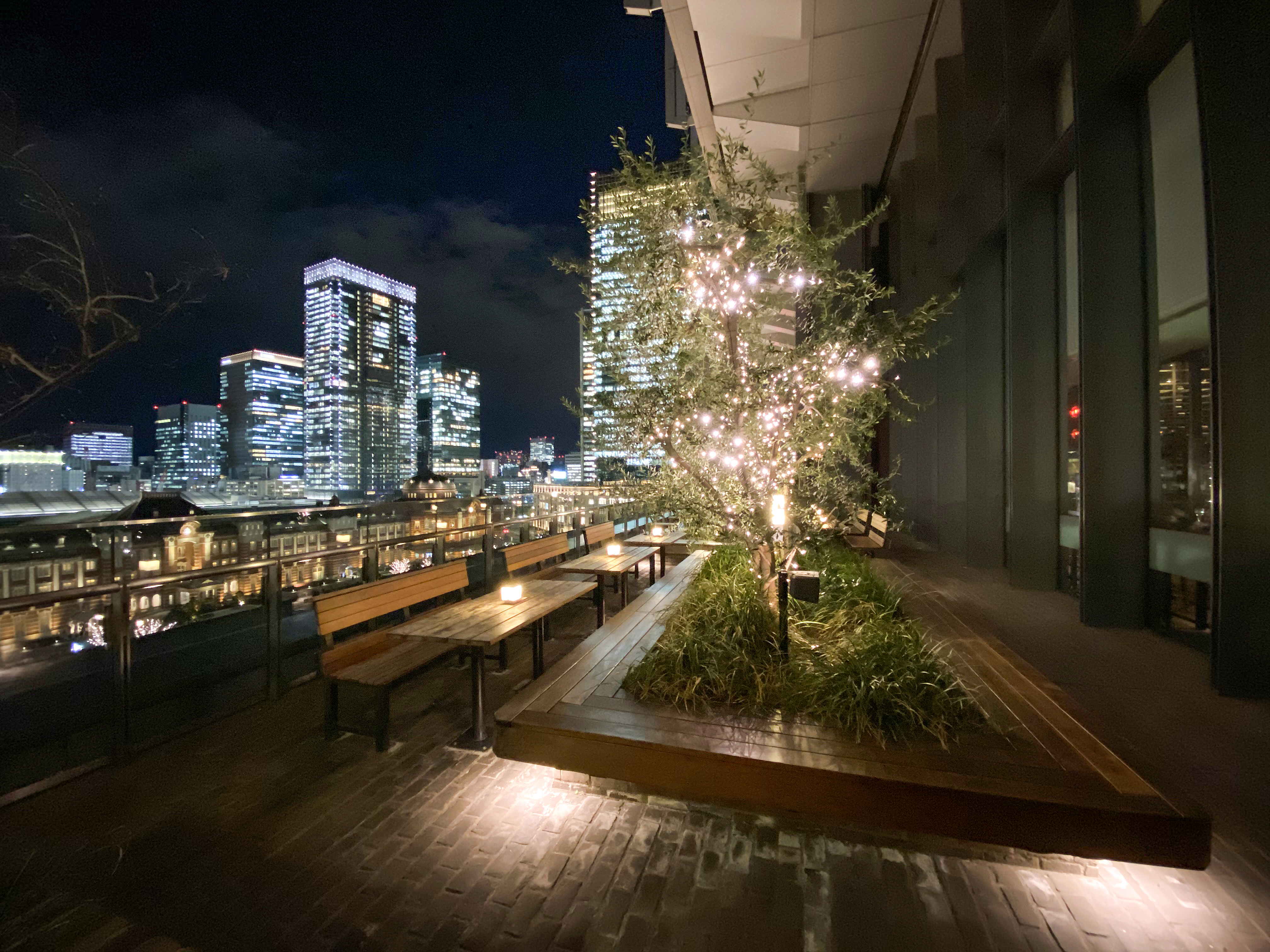
7樓戶外花園

## 租戶
- 花旗集团证券
- 三井住友金融集團日兴证券
- 三菱UFJ租借
- 日本信号
- 保圣那集团（英语：Pasona）
- 日本停車場開發（日语：日本駐車場開発）
- 凯雷集团
- 东洋工程（英语：Toyo Engineering Corporation）株式会社
- 旭硝子

## 前往方法
- 东京站步行1分钟
- 丸之内线东京站从地下道直达
- 千代田线二重桥前站步行2分钟
- 三田线大手町站步行1分钟